# Granite Harbour
Granite Harbour (in italiano baia del granito) è una baia della terra della regina Victoria, Dipendenza di Ross, in Antartide.
Localizzata ad una latitudine di 76° 53′ S ed una longitudine di 162° 44′ E, si estende per circa 22 km tra capo Archer e capo Roberts. 
Scoperta durante la spedizione Discovery del 1901-04 di Robert Falcon Scott, durante la ricerca di un approdo sicuro per far trascorrere l'inverno alla nave Discovery. La baia venne chiamata così per le grandi quantità di granito presenti nell'area.